# Галсвинта
Галсвинта је била визиготска принцеза и краљица Неустрије, (Толедо, 540. — Соасон, 567). Била је кћерка визиготског краља, Атанагилда и удала се за франачког краља Неустрије, Хилпериха I, док је њена сестра Брунхилда била удата за другог франачког краља, краља Аустразије, Зигеберта I. Краљ Хилперих је већ био ожењен са Аудовером, са којом је имао шесторо деце, али је успео да поништи свој брак како би се оженио са Галсвинтом. Међутим, није напустио своју љубавницу, Фредегунду.
Брак је врло брзо пропао зајваљујући Хилпериховом понашању, који је одбио да напусти свој распуснички живот. Галсвинта је хтела да се врати на визиготски двор, али те исте године је умро њен отац Атанагилд, чиме је ослабљен њен политички положај, те је била убијена 567. године. Њено убиство се приписује Фредегунди. Галсвинта је била задављена у краљевској постељи. Нешто касније, Хилперих је склопио брак са Фредегундом.
Убиство сестре је у Брунхилди изазвало дубог бес и мржњу према Хилпериху и Фредегунди, те је натерала свог мужа, Зигеберта, да крене у рат против Неустрије. Прво је захтевала од Хипериха да јој врати мираз њене сестре Галсвинте, што је он и урадио, међутим, 575. године је напао Неустрију у жељи да поврати дате територије, што је био повод за рат и непријатељства између две државе који је трајао све до Брунхилдине смрти.